# جمعية عصبة الأمم
جمعية عصبة الأمم كانت مجموعة سياسية مكرسة للحملات من أجل منظمة دولية، بهدف منع الحرب.
تأسست الجمعية في عام 1915 من قبل بارون كورتني وويلوبي ديكنسون، وكلاهما عضو في الحزب الليبرالي البريطاني، وبارون بارمور، عضو حزب المحافظين. قامت المجموعة بحملة من أجل إنشاء عصبة الأمم، وكان الدافع وراء مصالحها في الغالب هو النزعة السلمية ومعارضة الحرب العالمية الأولى. 
تأثرت الجمعية بمقترحات مجموعة برايس، كما أن العديد من أعضاء تلك المجموعة لديهم عضوية في الجمعية. ومع ذلك، فقد اختلفت عن مجموعة برايس في اقتراحها أن الرابطة الدولية المستقبلية يجب أن تكون قادرة على فرض عقوبات من أجل إنفاذ قرارات التحكيم، وليس فقط لإجبار الدول على تحويل النزاعات إلى التحكيم. 
نمت الجمعية بسرعة، وعين مارجري سبرينغ رايس سكرتيرا للجمعية،  وفي غضون عامين كان لديها عدة آلاف من الأعضاء.  بحلول عام 1917، أيد وودرو ويلسون مبدأ عصبة الأمم، وشكل أنصار أقل راديكالية للفكرة رابطة عصبة الأمم الحرة. في عام 1918، اندمجت المنظمتان لتشكيل عصبة اتحاد الأمم. 